# Dekadenter

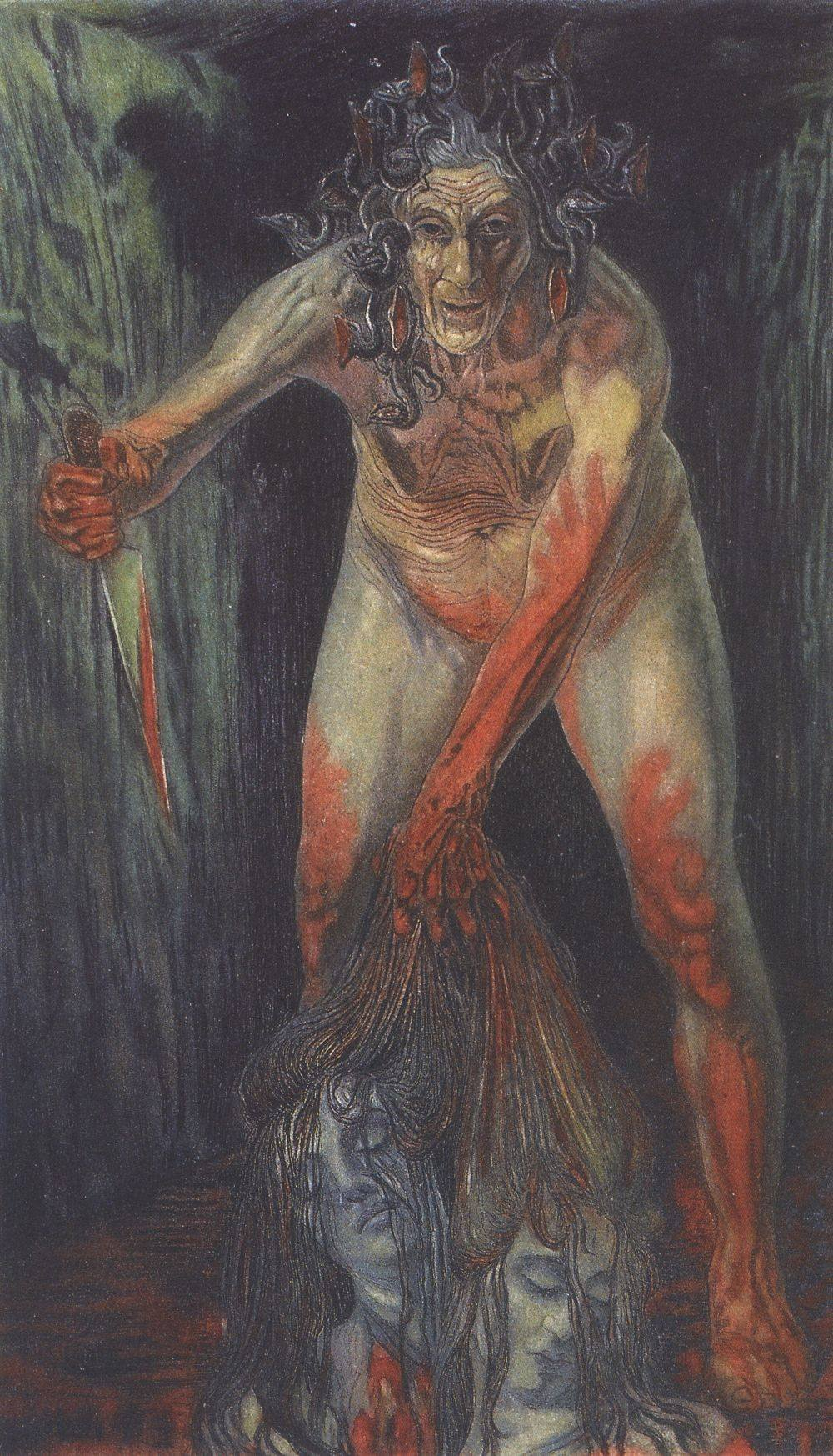
Charles Baudelaires poesi var en stor inspirationskälla för dekadenterna. Här ses en av Charles Meuniers illustrationer till Baudelaires diktsamling Les Fleurs du Mal.

Dekadenter (fr. décadents, av décadence: dekadens, förfall) syftar på ett antal konstnärer, poeter och andra författare under det sena 1800-talet, i brytningen mellan romantiken och modernismen. 
Till dekadenterna räknas de franska symbolisterna och deras samtida i England, den estetiska rörelsens senare generation. Båda grupperna ville befria konsten och litteraturen från det materialistiska industrisamhällets intressen. Dekadenterna odlade ett jagfokus för att tränga ned i det undermedvetna själslivets djup, de sökte fenomenens mystik, livets nattsida. Termen har utvidgats till att nästan vara synonym med fin de siècle.
I Frankrike var det Paul Verlaine som först började kalla sig dekadent; ett uttryck som använts i en samling parodier av Gabriel Vicaire och Henri Beauclair. Från 1886 till 1889 utgavs tidningen Le Décadent, grundad av Anatole Baju, med Verlaine som en av skribenterna. Dekadenterna såg Charles Baudelaire som sin inspirationskälla.
Till dekadenterna räknas inom litteraturen Stéphane Mallarmé, Paul Verlaine, Arthur Rimbaud, J.-K. Huysmans, Paul Adam, Anatole Baju, Maurice Bouchor, René Ghil, Maurice Maeterlinck, Stuart Merrill, Jean Moréas, Francis Poictevin med flera. Thomas de Quincey, Oscar Wilde, Arthur Symons, Ernest Dowson, Eric Stenbock, Lionel Johnson och illustratören Aubrey Beardsley räknas till dekadenterna i England. I Österrike och Tyskland kan Arthur Schnitzler, Rainer Maria Rilke och bröderna Thomas och Heinrich Mann nämnas. Den belgiske konstnären Félicien Rops' erotiska konst kom också i fokus, och Rops illustrerade bland annat Baudelaires mest berömda diktsamling. I skandinavisk litteratur är namn som Herman Bang, Ola Hansson och  Emil Kléen representerade. En senare, något epigonartad, linje i början av 1900-talet kan spåras i Sigurd Agrells och Sven Lidmans poesi.